# Paneriai
Paneriai (Pools: Ponary, Jiddisch: פאנאר/Ponar) is een stadsdeel van de Litouwse hoofdstad Vilnius. Paneriai telt 7740 inwoners (2011).
Tot de Tweede Wereldoorlog maakte Ponary deel uit van Polen. Tijdens de oorlog vond hier het bloedbad van Paneriai plaats, de massamoord op 70.000 Joden uit Polen en Litouwen en 20.000 etnische Polen, alsmede op 8.000 krijgsgevangen van het Rode Leger, gepleegd door de Duitse SD en Litouwse collaborateurs.